# Roger Clark
Roger Albert Clark (1939. augusztus 5. – 1998. január 12.) brit raliversenyző, hazája első rali-világbajnoki futamgyőztese.

## Pályafutása
1965-ben, 72-ben, 73-ban és 75-ben megnyerte a brit ralibajnokságot. Ő volt az első aki négyszer is megszerezte ezt a címet.
1973 és 1995 között összesen huszonegy rali-világbajnoki versenyen állt rajthoz. Ez időszak alatt egy győzelmet és további négy dobogós helyezést szerzett. Az 1976-os brit ralin elért győzelmével ő lett az első brit rali-világbajnoki futamgyőztes.
Pályafutása során olyan jelentős versenyeken nyert, mint a skót-, a Man szigeti-, az Akropolisz-, a Ciprus, valamint a brit rali.

### Rali-világbajnoki győzelem
| #  | Dátum                | Rali      | Navigátor   | Autó               | Összefoglaló |
| -- | -------------------- | --------- | ----------- | ------------------ | ------------ |
| 1. | 1976. november 27-30 | Brit rali | Stuart Pegg | Ford Escort RS1800 | Összefoglaló |

## Külső hivatkozások
- Profilja a rallybase.nl honlapon
- Profilja a juwra.com honlapon